# Balanophyllia europaea
Espèce
Statut de conservation UICN

 LC  : Préoccupation mineure
Statut CITES
Balanophyllia europaea, communément nommé dent de cochon, est un petit corail dur solitaire qui appartient à la famille des
Dendrophylliidae.

## Description
La dent de cochon est de forme ovale avec un aspect charnu, son diamètre à maturité oscille entre 3 et 4 cm pour une hauteur de 2 cm. Sa teinte varie du beige au brun verdâtre, les tentacules du polype sont courts et plus ou moins translucides avec parfois des teintes rouges ou autres liées à la présence d'algues symbiotiques.

## Répartition et habitat
Ce petit corail madréporaire se rencontre uniquement en Mer Méditerranée. Il affectionne les zones lumineuses et se fixe sur les substrats durs comme les rochers ou les coquillages et ce jusqu'à une profondeur de 40 m,.

## Biologie
Il affectionne les eaux peu profondes car c'est une espèce dite photophile, c'est-à-dire qu'elle a besoin de lumière pour la survie des micro-algues zooxanthelles avec lesquelles il vit en symbiose.